# Lesina (Italia)
Lesina (/ˈlezina/ o /ˈlɛzina/) è un comune italiano di 6 260 abitanti della provincia di Foggia in Puglia. Fa parte del parco nazionale del Gargano. Il paese dà il nome al lago di Lesina.

## Geografia fisica

### Clima
Dal punto di vista legislativo il comune di Lesina ricade nella Fascia Climatica D in quanto i Gradi giorno del comune sono 1.449, dunque limite massimo consentito per l'accensione dei riscaldamenti è di 10 ore giornaliere dal 15 novembre al 31 marzo.
- Classificazione climatica: zona D, 1.449 GG

## Economia
L'economia di Lesina si basa fondamentalmente sulle attività ittiche, favorite dalla presenza del lago, che nei secoli scorsi è sempre stato la fonte di sostentamento dei suoi abitanti, soprattutto nei momenti di grande carestia. È rimasta ancora oggi nel comune la tradizione di cucinare l'anguilla per la vigilia di Natale.  Un altro elemento rilevante per l'economia del paese è il turismo con numerosi alberghi e campeggi soprattutto nella frazione a mare di Marina di Lesina.
Il tasso di disoccupazione è superiore alla media provinciale.

## Storia
Fondamentale per lo sviluppo del comune è il lago di Lesina. Lesina, nota ai romani e ai greci come Alexina, Αλεξίνη, fu spesso funestata da terremoti e inondazioni marine, e la sua popolazione decimata dalla malaria. A testimonianza delle attività vulcaniche rimangono le acque calde del torrente Caldoli che scorre nei pressi del Santuario di San Nazario, nel Comune di Poggio Imperiale.

### Medioevo
Molti storici sono concordi nell'affermare che la popolazione si incrementò nel VII secolo quando, numerosi cittadini di Lucera, distrutta dall'Imperatore Costante II, si rifugiarono a Lesina con il loro Vescovo. Inoltre la pescosità del lago richiamò molta altra gente dai dintorni e dalla sponda opposta dell'Adriatico, come dall'isola di Lesina in Dalmazia.
Lesina era recintata da un antico muro di protezione sia dal mare che contro le passate scorrerie dei Saraceni e dei pirati slavi. Svariate sono le fonti storiche medievali riguardanti gli eventi lesinesi nel Medioevo. Nel Chronicon Volturnense di Leone Ostiense, si legge che Grimoaldo, Principe di Benevento nel cui dominio era anche Lesina, donò nel 788 a Teodomare, Abate di Montecassino, la peschiera del lago di Lesina. Già in quei tempi i pesci della laguna erano rinomati, specialmente a Napoli, dove nel periodo di Natale carri trainati da cavalli carichi giungevano in due giorni. Essi erano così abbondanti che si mettevano sotto sale per conservarli ed esportarli all'estero.

### Il declino
Nel 1010, il Conte Gualtieri, Normanno, possessore di Lesina, fece restituire ai monaci di Montecassino le peschiere, il mulino sul Lauro, la chiesa di San Pietro e altri possedimenti di San Benedetto. Nel Catalogo dei Baroni che parteciparono all'impresa in Terra santa sotto Guglielmo II "Il Buono", viene nominato un Loffredo, Conte di Lesina, insignito del titolo di Regio Giustiziere e che nel 1164 donò a Leonate, Abate del Monastero di San Clemente di Casauria un luogo "prope Alisinam pantano circumndatam, versus Septemtrionem, in quo ecclesia Beati Clementis quondam fuerat". Nel 1269, sotto la dinastia Angioina, per donazione di Carlo I e Carlo II d'Angiò, suo figlio primogenito, fu devoluto l'intero contado di Lesina alla Regia Curia e durò così sotto il Regno dei Durazzo fino a che Margherita, vedova di Carlo III, ricevette in dono la laguna dal figlio Ladislao Jagellone che allora era Re di Napoli. Con rogito del 6 novembre 1411, la Regina Margherita la donava, a sua volta, all'Orfanotrofio della Casa Santa dell'Annunziata "Ave Gratia Plena" di Napoli la cui gestione era di competenza del Banco "Ave Gratia Plena". Quest'ultimo fallì nel 1717 a causa dei continui prelievi fatti da Re Filippo IV durante le guerre e per le truffe subite dai suoi agenti.

### Matilde di Canossa
Degno di nota è anche ciò che accadde nel 1089, allorché ospite dell'allora Conte Normanno di Lesina, Petrone, fu la Contessa Matilde di Canossa. Era il mese di maggio, la Contessa era discesa lungo la costa adriatica per andare a venerare l'Arcangelo Michele nella Basilica a Lui dedicata sul Gargano. Approdata sulle coste di Lesina, il Conte Petrone la invitò a riposare con le sue damigelle e tutto il suo seguito. In onore della stessa, quella sera, ci fu un banchetto ricco di pesce, carni, selvaggina e vini come l'opulenza del luogo consentiva. Probabilmente a causa dei fumi del vino, paggi e cavalieri del Conte pensarono di non dover passare la notte da soli. Quella notte si udirono strani rumori intorno alle stanze assegnate alle damigelle: erano i commensali che bussavano alle porte delle damigelle nella speranze di concludere meglio la serata. La Contessa Matilde, subito informata da queste ultime, ne fu indignatissima e si affrettò a lasciare il castello del Conte con tutto il suo seguito. L'offesa, per lei gravissima, non poteva rimanere impunita:
(Matteo Fraccacreta)

### Il terremoto del 1627
Il 30 luglio 1627 un forte sisma colpi la provincia di Capitanata; tra i centri abitati più vicini all'epicentro vi fu anche Lesina. La scossa, seguita da una lunga serie di repliche, fu accompagnata da un maremoto lungo tutta la fascia costiera.

### Il Settecento
(Ave Gratia Plena)
(Ave Gratia Plena)
Così incomincia la descrizione di Lesina in una perizia di un tale Gallarano, incaricato dai creditori del Banco "Ave Gratia Plena" di effettuare una perizia tecnico-economica sul territorio della città. Era l'anno 1729. Molto analitica, per sua natura la suddetta perizia. Egli, infatti, descrive l'obelisco situato all'ingresso della città dicendo che era circondato da tre ordini di scalini, col basamento a mo' di piedistallo su cui stava eretta una colonna di granito con un piccolo montetto che reggeva un giro anulare nel mezzo del quale vi era una croce di pietra bianca alla greca. Poi continua affermando che di lato all'obelisco vi era la porta della città, con sopra l'immagine di San Primiano a protezione del centro abitato, ed ancora più su l'orologio che scandiva le attività giornaliere. Sull'altro lato, a destra, vi era il maschio della Torre e, di fronte, in corrispondenza del lago, una porta ad uso dei pescatori. A Lesina, descrive il Gallarano, vi era una taverna, una panetteria con forno a legna e la macchina del mulino a "centimolo" ed altre pertinenze. In quel periodo, nonostante la pescosità elevata del lago e la ricchezza dell'ambiente circostante, Lesina contava solo 545 abitanti.

### Placido Imperiale
A metà settecento non siamo più in presenza della Lesina rigogliosa dei Conti normanni, la Lesina di Federico II o nella Lesina-Ripalta federiciana. La laguna con tutte le sue pertinenze veniva acquistata, nel 1751, "Sub Hasta" S.R. Consilii, da uno dei creditori del Banco, precisamente da Placido Imperiale, Marchese di Sant'Angelo Imperiale, il quale esercitò, a differenza di altri baroni, duramente i suoi diritti nei confronti dei lesinesi. In seguito per la legge eversiva della feudalità la Commissione Feudale, il 13 giugno 1810, emetteva la sentenza nella Causa tra la città di Lesina ed il Principe Placido Imperiale nella quale si dichiarava:
La sentenza della commissione feudale, che fu eseguita dall'intendente Biase Zurlo, delegato per la ripartizione dei demani di Capitanata e del Molise nel 1811, stabiliva che:

### Ripalta
Ripalta è una frazione di Lesina. In tale frazione grande rilevanza assume il castello omonimo con la sua antica chiesa. Questo centro, oggi esclusivamente agricolo, risale all'alto medioevo, e nella vicina località dell'"Ansa della Rivolta", anticamente conosciuta come "Rivolta della Galera", in epoca romana probabilmente c'era lo scalo fluviale di Civitate (la città edificata durante la dominazione bizantina sui resti di Teanum Apulum). La chiesa di Santa Maria di Ripalta è di origine cistercense e come in tutti gli insediamenti di tal natura anche in essa si prestò particolare attenzione alla cura del terreno, all'idraulica e soprattutto all'allevamento del bestiame, in particolare buoi e bufali che, particolare curioso, nel 1309, furono mandati in gran numero a Lucera per essere impiegati durante i lavori di costruzione della cattedrale. Il disastroso terremoto del 1627 fece crollare una parte di essa, che fu ricostruita per mano dei Celestini agli inizi del XVIII secolo. Nel 1806, quando l'Ordine dei Celestini fu soppresso, Gioacchino Murat donò Ripalta al suo ministro di polizia, che a sua volta la passò in dote alle sue figlie. Attuali proprietari di questo monumento sono gli eredi della famiglia Galante di Napoli e la nobile famiglia marchesale pugliese dei de Luca di  Melpignano. Attualmente risulta disabitato, tranne per alcuni agricoltori che vi lavorano.
Il nome della località deriva dalla sua posizione lungo la riva alta del Fortore.

## Monumenti e luoghi d'interesse

Il paese e il lago di Lesina

Il borgo vecchio con la sua cattedrale e il palazzo vescovile risalente al Duecento, ricordano i tempi lontani in cui la cittadina viveva solo grazie alla pesca.
- Museo naturalistico del Lago di Lesina, con un acquario composto da 14 vasche in cui è possibile vedere numerose specie ittiche del lago di Lesina e una mostra sugli antichi attrezzi per la pesca e arredi tradizionali locali[6]. Nella Sala museo Raffaele Centonza sono esposti reperti (recuperati grazie ad uno scavo archeologico effettuato in seguito ad una bonifica algale) sepolti da sedimenti limosi del fondale lagunare, che appartengono a sette tombe a fossa, scavate nella roccia calcarea, contenenti corredi funerari databili tra l'VIII ed il IV secolo a.C.[7]

### Parrocchia della Santissima Annunziata
Si crede che la prima costruzione risalga al IV secolo, quando vennero martirizzati i Santi Primiano, Firmiano e Feliciano, anche se la cappella fu sempre dedicata all'Annunziata. La devozione per i Santi Martiri della vicina Larino (Campobasso) funse da riflesso religioso ai lesinesi, e la chiesa principale, che fu anche sede della cattedra vescovile, fu rifatta varie volte, sino all'attuale edificio del progetto del 1828-37. La chiesa sorge su un basamento della precedente, costruita nel XVII secolo sopra una chiesa medievale, distrutta da un terremoto del 1630.
La chiesa consta di un pronao, snello con colonne e archi pseudo romanici, il tetto e la volta, crollati nel 1922, sono stati rifatti negli anni '50. L'interno è a navata unica, con due cappelle laterali, sormontate da dipinti raffiguranti la Santa Croce e il Santissimo Sacramento, la balaustra centrale che separa la navata dalla zona altare, con fonte battesimale, è sormontata da un dipinto dell'Assunzione di Maria. Il tutto è caratterizzato da una serie di affreschi, che come i dipinti delle cappelle laterali, e della balaustra, sono opera del maestro Gaetano Bocchetti di Piedimonte d'Alife. Gli affreschi rappresentano le scene di vita di Gesù, della normale tradizione come la Santa Nascita e la fuga in Egitto. Il ciclo si conclude con l'Ultima Cena, posta alle spalle dei fedeli.

### Chiesa di San Primiano
Chiesa secondaria, del Novecento, e vi ha sede la Confraternita del Rosario. Lo storico Gallarano nel 1730 descrive una primitiva cappella di San Primiano, era dotata di un atrio, la torre campanaria, la navata centrale, la cappella e la sagrestia, insieme all'abitazione attigua dell'arciprete. In passato era adorna di un complesso ligneo del soffitto. Oggi si mostra in stile neoclassico del Novecento, con il campanile a vela, il portale architravato, l'interno a pianta rettangolare, a navata unica con la statua di San Primiano martire di Larino.

## Cultura

### Cinema

Una scena del film L'Antimiracolo.

Nel 1965 il regista Elio Piccon girò a Lesina e a San Nicandro Garganico il documentario L'Antimiracolo, nel quale espose le ancora difficili condizioni di vita in alcune zone della Puglia e l'organizzazione ancora arcaica, sino agli anni sessanta, che caratterizzava la società locale, rimasta isolata dal boom economico italiano di quegli anni. Il documentario ottenne il Leone di San Marco alla XXVI Mostra del Cinema di Venezia.

## Società

### Evoluzione demografica
Abitanti censiti

### Etnie e minoranze straniere
Secondo i dati ISTAT al 31 dicembre 2010 la popolazione straniera residente era di 335 persone. Le nazionalità maggiormente rappresentate in base alla loro percentuale sul totale della popolazione residente erano:
- Romania 78,78%

## Amministrazione
Di seguito è presentata una tabella relativa alle amministrazioni che si sono succedute in questo comune.
| Periodo           | Periodo           | Primo cittadino              | Partito                            | Carica                  | Note  |
| ----------------- | ----------------- | ---------------------------- | ---------------------------------- | ----------------------- | ----- |
| 24 giugno 1985    | 23 giugno 1990    | Salvatore Caputo             | Partito Socialista Italiano        | Sindaco                 | [ 9 ] |
| 23 giugno 1990    | 27 giugno 1991    | Maria Rosa Di Mauro          | Democrazia Cristiana               | Sindaco                 | [ 9 ] |
| 27 giugno 1991    | 24 aprile 1995    | Giovanni Antonio Dell'aquila | Democrazia Cristiana               | Sindaco                 | [ 9 ] |
| 24 aprile 1995    | 14 giugno 1999    | Salvatore Antonio Trombetta  | Partito Democratico della Sinistra | Sindaco                 | [ 9 ] |
| 14 giugno 1999    | 14 giugno 2004    | Salvatore Antonio Trombetta  | lista civica                       | Sindaco                 | [ 9 ] |
| 14 giugno 2004    | 8 giugno 2009     | Giovanni Schiavone           | centro-destra                      | Sindaco                 | [ 9 ] |
| 8 giugno 2009     | 26 maggio 2014    | Pasquale Tucci               | lista civica                       | Sindaco                 | [ 9 ] |
| 26 maggio 2014    | 26 maggio 2019    | Pasquale Tucci               | lista civica: lesinese             | Sindaco                 | [ 9 ] |
| 26 maggio 2019    | 20 settembre 2020 | Roberto Cristino             | Lega                               | Sindaco                 | [ 9 ] |
| 20 settembre 2020 | 5 ottobre 2021    | Nicolina Miscia              |                                    | Commissario prefettizio | [ 9 ] |
| 5 ottobre 2021    | 15 novembre 2024  | Primiano di Mauro            | Lista civica Lesina azzurra        | Sindaco                 | [ 9 ] |
| 15 novembre 2024  | 4 giugno 2025     | Rachele Grandolfo            |                                    | Commissario prefettizio | [ 9 ] |
| 4 giugno 2025     | in carica         | Primiano di Mauro            | Lista civica Lesina azzurra        | Sindaco                 | [ 9 ] |

### Gemellaggi
- Sabaudia
- Bouaye